# Robert Deliège
Pour les articles homonymes, voir Deliège (homonymie).
Robert Deliège, né en 1953, est un anthropologue belge spécialiste de l'Inde. Diplômé en ethnologie de l'université d'Oxford, il est professeur ordinaire à l'université catholique de Louvain et membre associé de l'Académie royale des sciences d'outre-mer.

## Biographie
Robert Deliège a réalisé plusieurs séjours d’étude en Inde, qui ont donné lieu à de nombreux travaux d’ethnologie indienne. En 1975, il se rend seul dans une région de l’Inde centrale pour y étudier la « tribu » des Bhils, travail d'enquête qui sera publié cinq années plus tard, sous le titre The Bhils of Western India.
Après trois années d'études passées à Oxford, Robert Deliège repart pour l’Inde où il passera deux années entières, durant lesquelles il enseignera à l’université du Kerala et réalisera ensuite un deuxième travail de terrain d’une année dans deux villages du Tamil Nadu : Valghira Manickham, un premier village habité par des intouchables Paraiyars et Pallars, et divisé entre catholiques et hindous, et Alangkulam, un village également habité par deux castes, l’une intouchable, l’autre « touchable ».
L’ethnologie de l’Inde et de l’hindouisme dont Robert Deliège est partisan et artisan, s’érige ainsi contre les postulats de l’indologie faisant de la civilisation indienne une civilisation empreinte de mysticisme et de spiritualité. Les écrits de Robert Deliège plaident ainsi pour une ethnologie de l’hindouisme vécu, qui montre que ce qui se vit dans les villages et les villes de l’Inde ne correspond pas à ce qui se lit dans les textes anciens.
Selon lui, l’idée d’une Inde profondément religieuse et mystique dérive de certains stéréotypes, bien ancrés dans l’imaginaire occidental, et de la dichotomisation entre l’Orient et l’Occident. Ce n’est pas que la religion ne signifie rien pour les Indiens ou qu’elle n’occupe aucune place dans leur vie, mais c’est que leurs préoccupations religieuses atteignent rarement des sommets de spiritualité. Pour lui, une ethnologie de l’hindouisme devrait se construire sur des travaux qui dévoilent la religion vécue des Indiens, qui donc n’est pas celle des textes anciens.
Les cultes locaux comme les crises de possession sont certainement aussi révélatrices de l’hindouisme vécu que les offrandes de fleurs et de bananes ou ces mains jointes en signe de dévotion, que l’anthropologue Chris Fuller considère comme des expressions hautement symboliques de la religion des Hindous.

## Publications[5]
- The Bhils of Western India : Some Empirical and Theoritical Issues in Anthropology of India, Delhi, National Publisihing House, 1985
- Les Paraiyars du Tamil Nadu, Fribourg, Presses Universitaires de Fribourg, 1988[6],[7]
- Anthropologie sociale et structurelle, Bruxelles, De Boeck, 1992  (ISBN 978-2-80-411553-1)
- Le système des castes, Paris, PUF, coll. « Que sais-je ? », 1993. 128 pages[8],[9],[10]
- Les Intouchables en Inde : des castes d'exclus, Paris, Imago,  1995  (ISBN 2-226-17311-0). Traduction anglaise : The Untouchables of India, Oxford, Berg Publishers, 1999[11],[12]
- Anthropologie de la parenté, Paris, Armand Colin, 1996  (ISBN 2-200-26922-6)[13],[14],[15]
- The World of the “Untouchables: Paraiyars of Tamil Nadu, Oxford U.P., 1998.
- Gandhi, Paris, PUF, coll. « Que sais-je ? », 1999. 128 pages  (ISBN 2-13-050260-1) (traduction japonaise 2003)
- Introduction à l'anthropologie structurale : Lévi-Strauss aujourd'hui, Le Seuil, 2001  (ISBN 2-02-049831-6)
- Liliane Voyé, Robert Deliège, Jérôme Cottin, André Haquin, Des rites et des hommes. Regards d'anthropologie et de théologie (coll. Trajectoires, 14). Bruxelles-Paris, Lumen Vitae, 2003 (ISBN 2-87324-199-3)[16]
- La religion des intouchables de l'Inde, Villeneuve-d'Ascq, Presses universitaires du Septentrion, 2004  (ISBN 2-85939-841-4)[17],[18],[19]
- Les castes en Inde aujourd'hui, Paris, PUF, 2004  (ISBN 2-13-054034-1)[20],[21],[22],[23]
- Une histoire de l'anthropologie : écoles, auteurs, théories, Paris, Seuil, 2006  (ISBN 978-2-02-090888-7)[24], Points Essais 2013  (ISBN 978-2-7578-3560-9)
- Le système indien des castes, Villeneuve-d'Ascq, Presses universitaires du Septentrion, Les Savoir mieux, 2006  (ISBN 978-2-85-939962-7)
- Gandhi. Sa vie et sa pensée. Un modèle pour le XXIe siècle, Villeneuve-d'Ascq, Presses universitaires du Septentrion, Les Savoir mieux, 2008  (ISBN 9782757419168)